# Daytona USA 2
Daytona USA 2: Battle on the Edge é um jogo eletrônico arcade produzido pela Sega lançado em 1998 como sequência de Daytona USA.
O jogo roda na placa Sega Model 3 e pode ser encontrado na forma twin (2 gabinetes) e deluxe (4 gabinetes), possui três pistas disponíveis (Beginner, Advanced e Expert) possui o recurso de escolha de diferentes carros e pilotos com diferentes vantagens e desvantagens entre eles.
No mesmo ano foi lançada a Power Edition, edição com melhorias na inteligência artificial, a adição da pista Beginner no formato de domo, o modo Challenge que junta as três pistas em uma só e o carro Hornet do primeiro jogo da série.